# フィリップ・ヴァンデ・ヴァーレ
フィリップ・ヴァンデ・ヴァーレ（Philippe Vande Walle、1961年12月22日 - ）は、ベルギーの元サッカー選手。元ベルギー代表。ポジションはゴールキーパー。

## 来歴
1996年にベルギー代表デビュー。1998 FIFAワールドカップにも出場した。1999年までに8試合に出場した。

## 代表歴

### 出場大会
- ベルギー代表
  - 1998 FIFAワールドカップ

### 試合数
- 国際Aマッチ 8試合 0得点（1996年-1999年）[1]

| ベルギー代表 | 国際Aマッチ | 国際Aマッチ |
| 年           | 出場        | 得点        |
| ------------ | ----------- | ----------- |
| 1996         | 2           | 0           |
| 1997         | 0           | 0           |
| 1998         | 2           | 0           |
| 1999         | 4           | 0           |
| 通算         | 8           | 0           |